# نترز (ویرجینیا)
نترز (به انگلیسی: Nethers) یک منطقهٔ مسکونی در ایالات متحده آمریکا است که در ویرجینیا واقع شده‌است. نترز ۲۴۴٫۱۵ متر بالاتر از سطح دریا واقع شده‌است.